# Ice Challenge
Ice Challenge, znane też jako Memoriał Leo Scheu, Cup of Austria (w 2021 roku) – międzynarodowe zawody w łyżwiarstwie figurowym w kategorii seniorów, juniorów i juniorów młodszych (kat. Novice) rozgrywane w Austrii od 2009 r. Zawody zazwyczaj odbywają się jesienią w Grazu. Od sezonu 2014/15 (z przerwami i nie we wszystkich konkurencjach) rozgrywki w kategorii seniorów wchodziły w cykl zawodów Challenger Series organizowanych przez Międzynarodową Unię Łyżwiarską. W trakcie zawodów rozgrywane są w konkurencje solistów, solistek, par sportowych i tanecznych.

## Medaliści w kategorii seniorów
CS: Challenger Series

### Soliści
| Rok                                      | Złoto               | Srebro               | Brąz                 | Źr.    |
| ---------------------------------------- | ------------------- | -------------------- | -------------------- | ------ |
| 2009                                     | Tomáš Verner        | Anton Kowałewski     | Alban Préaubert      | [ 1 ]  |
| 2010                                     | Alexander Majorov   | Douglas Razzano      | Kristoffer Berntsson | [ 2 ]  |
| 2011                                     | Stephen Carriere    | Misha Ge             | Viktor Pfeifer       | [ 3 ]  |
| 2012                                     | Peter Liebers       | Douglas Razzano      | Armin Mahbanoozadeh  | [ 4 ]  |
| 2013                                     | Dienis Ten          | Viktor Pfeifer       | Gordiej Gorszkow     | [ 5 ]  |
| 2014 CS                                  | Douglas Razzano     | Aleksandr Samarin    | Martin Rappe         | [ 6 ]  |
| 2015 CS                                  | Artur Dmitrijew Jr. | Jason Brown          | Michaił Kolada       | [ 7 ]  |
| Zawody nie odbyły się w 2016 roku        |                     |                      |                      |        |
| 2017                                     | Daniel Grassl       | Javier Raya          | Adrien Tesson        | [ 8 ]  |
| Zawody nie odbyły się w latach 2018–2020 |                     |                      |                      |        |
| 2021 CS                                  | Nika Egadze         | Lucas Tsuyoshi Honda | Ilia Malinin         | [ 9 ]  |
| 2022 CS                                  | Liam Kapeikis       | Andreas Nordebäck    | Nikita Starostin     | [ 10 ] |

### Solistki
| Rok                                      | Złoto           | Srebro            | Brąz               | Źr.    |
| ---------------------------------------- | --------------- | ----------------- | ------------------ | ------ |
| 2009                                     | Kanako Murakami | Valentina Marchei | Amanda Dobbs       | [ 11 ] |
| 2010                                     | Lena Marrocco   | Natalja Popowa    | Sarah Hecken       | [ 12 ] |
| 2011                                     | Caroline Zhang  | Natalja Popowa    | Linnea Mellgren    | [ 13 ] |
| 2012                                     | Jenna McCorkell | Isabelle Olsson   | Monika Simančíková | [ 14 ] |
| 2013                                     | Courtney Hicks  | Miki Andō         | Nicole Rajičová    | [ 15 ] |
| 2014 CS                                  | Hannah Miller   | Isabelle Olsson   | Ivett Tóth         | [ 16 ] |
| 2015 CS                                  | Mirai Nagasu    | Marija Artiemjewa | Tyler Pierce       | [ 17 ] |
| Zawody nie odbyły się w 2016 roku        |                 |                   |                    |        |
| 2017                                     | Dasa Grm        | Giada Russo       | Natalie Klotz      | [ 18 ] |
| Zawody nie odbyły się w latach 2018–2020 |                 |                   |                    |        |
| 2021 CS                                  | Wakaba Higuchi  | Park Yeon-jeong   | Niina Petrõkina    | [ 19 ] |
| 2022 CS                                  | Anna Pezzetta   | Kaiya Ruiter      | Kimmy Repond       | [ 20 ] |

### Pary sportowe
| Rok                                      | Złoto                              | Srebro                           | Brąz                                        | Źr.    |
| ---------------------------------------- | ---------------------------------- | -------------------------------- | ------------------------------------------- | ------ |
| 2009                                     | Caitlin Yankowskas / John Coughlin | Chloe Katz / Joseph Lynch        | Stefania Berton / Ondřej Hotárek            | [ 21 ] |
| 2010                                     | Maylin Hausch / Daniel Wende       | Tiffany Vise / Don Baldwin       | Ji Hyang Ri / Won Hyok Thae                 | [ 22 ] |
| 2011                                     | Andrea Poapst / Chris Knierim      | Mari Vartmann / Aaron Van Cleave | Danielle Montalbano / Jewgieni Krasnopolski | [ 23 ] |
| 2012                                     | Marissa Castelli / Simon Shnapir   | Gretchen Donlan / Andrew Speroff | Danielle Montalbano / Jewgieni Krasnopolski | [ 24 ] |
| 2013                                     | Gretchen Donlan / Andrew Speroff   | Maylin Wende / Daniel Wende      | Tarah Kayne / Daniel O’Shea                 | [ 25 ] |
| 2014 CS                                  | Lina Fiodorowa / Maksim Miroszkin  | Miriam Ziegler / Severin Kiefer  | Mari Vartmann / Aaron Van Cleave            | [ 26 ] |
| 2015 CS                                  | Alexa Scimeca / Chris Knierim      | Mari Vartmann / Ruben Blommaert  | Nicole Della Monica / Matteo Guarise        | [ 27 ] |
| Zawody nie odbyły się w 2016 roku        |                                    |                                  |                                             |        |
| 2017                                     | Lena Kreitmeier / Anton Kempf      | brak zawodników                  | brak zawodników                             | [ 28 ] |
| Zawody nie odbyły się w latach 2018–2020 |                                    |                                  |                                             |        |
| 2021                                     | Campbell Young / Lachlan Lewer     | brak zawodników                  | brak zawodników                             | [ 29 ] |
| 2022                                     | Ellie Kam / Danny O’Shea           | Nika Osipowa / Dmitry Epstein    | Wioletta Sierowa / Iwan Chobta              | [ 30 ] |

### Pary taneczne
| Rok                                      | Złoto                                        | Srebro                                       | Brąz                                | Źr.    |
| ---------------------------------------- | -------------------------------------------- | -------------------------------------------- | ----------------------------------- | ------ |
| 2009                                     | Nóra Hoffmann / Maxim Zavozin                | Lynn Kriengkrairut / Logan Giulietti-Schmitt | Christina Beier / William Beier     | [ 31 ] |
| 2010                                     | Louise Walden / Owen Edwards                 | Allison Reed / Otar Japaridze                | Tanja Kolbe / Stefano Caruso        | [ 32 ] |
| 2011                                     | Lynn Kriengkrairut / Logan Giulietti-Schmitt | Isabella Cannuscio / Ian Lorello             | Siobhan Heekin-Canedy / Dmytro Duń  | [ 33 ] |
| 2012                                     | Lynn Kriengkrairut / Logan Giulietti-Schmitt | Lucie Myslivečková / Neil Brown              | Ramona Elsener / Florian Roost      | [ 34 ] |
| 2013                                     | Anastasia Cannuscio / Colin McManus          | Laurence Fournier Beaudry / Nikolaj Sørensen | Tanja Kolbe / Stefano Caruso        | [ 35 ] |
| 2014 CS                                  | Maia Shibutani / Alex Shibutani              | Laurence Fournier Beaudry / Nikolaj Sørensen | Barbora Silna / Juri Kurakin        | [ 36 ] |
| 2015 CS                                  | Danielle Thomas / Daniel Eaton               | Misato Komatsubara / Andrea Fabbri           | Olesia Karmi / Max Lindholm         | [ 37 ] |
| Zawody nie odbyły się w 2016 roku        |                                              |                                              |                                     |        |
| 2017                                     | Cecilia Törn / Jussiville Partanen           | Lilah Fear / Lewis Gibson                    | Juulia Turkkila / Matthias Versluis | [ 38 ] |
| Zawody nie odbyły się w latach 2018–2020 |                                              |                                              |                                     |        |
| 2021 CS                                  | Charlène Guignard / Marco Fabbri             | Laurence Fournier Beaudry / Nikolaj Sørensen | Olivia Smart / Adrián Díaz          | [ 39 ] |
| 2022 CS                                  | Emily Bratti / Ian Somerville                | Natacha Lagouge / Arnaud Caffa               | Lily Hensen / Nathan Lickers        | [ 40 ] |